# Elecciones provinciales de Formosa de 2019

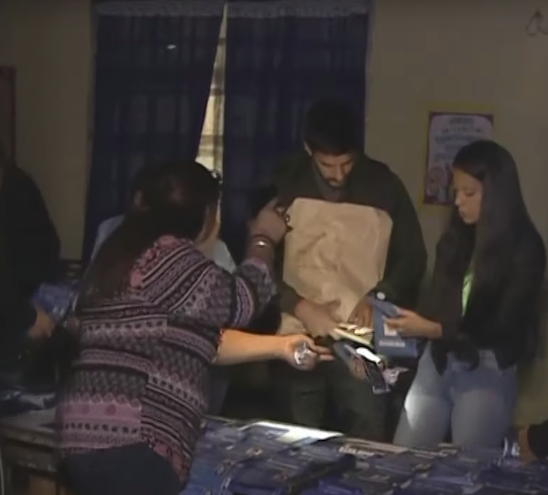
Personas en un cuarto de votación durante el apagón.

Las elecciones generales de la provincia de Formosa de 2019 se realizaron el 16 de junio, junto con las elecciones municipales excepto en Pirané, para elegir gobernador, vicegobernador y quince diputados provinciales.
Gildo Insfrán, gobernador desde 1995 por el Partido Justicialista, fue elegido para un séptimo mandato consecutivo como gobernador, acompañado por el diputado Eber Wilson Solís.
Su principal oponente fue el diputado peronista Adrián Floro Bogado, hijo del fallecido vicegobernador de Insfrán Floro Eleuterio Bogado, apoyado por la coalición Frente Amplio Formoseño, aliada a Cambiemos a nivel nacional. Fue acompañado por Iván Kaluk, administrador del PAMI provincial, para vicegobernador.
La única tercera fuerza sería el Partido Obrero con Natalia Coronel y Cristian Villasboa, como candidatos a gobernadora y a vicegobernador respectivamente.
El día de las elecciones, se produjo un apagón nacional, dejando a todo el país (excepto Tierra del Fuego), sin luz eléctrica. De este modo, la primera mitad de la jornada electoral transcurrió esencialmente a oscuras.

## Resultados

### Gobernador y vicegobernador
| Gildo Insfrán           | Eber Wilson Solís        |                                        | Frente de la Victoria         | 51.141  | 22,42 |
| Gildo Insfrán           | Eber Wilson Solís        | 17 De Octubre                          | 19.478                        | 8,54    |       |
| Gildo Insfrán           | Eber Wilson Solís        | Valores Ciudadanos                     | 10.269                        | 4,50    |       |
| Gildo Insfrán           | Eber Wilson Solís        | Formosa para Todos                     | 9.641                         | 4,23    |       |
| Gildo Insfrán           | Eber Wilson Solís        | Unidos Venceremos                      | 9.566                         | 4,19    |       |
| Gildo Insfrán           | Eber Wilson Solís        | Movimiento Evita                       | 9.346                         | 4,10    |       |
| Gildo Insfrán           | Eber Wilson Solís        | Causa Provincial                       | 7.638                         | 3,35    |       |
| Gildo Insfrán           | Eber Wilson Solís        | Compromiso Formoseño                   | 6.600                         | 2,89    |       |
| Gildo Insfrán           | Eber Wilson Solís        | Aires de Progreso                      | 6.584                         | 2,89    |       |
| Gildo Insfrán           | Eber Wilson Solís        | G.I.L.D.O. 2019                        | 6.022                         | 2,64    |       |
| Gildo Insfrán           | Eber Wilson Solís        | Primero Formosa                        | 5.904                         | 2,59    |       |
| Gildo Insfrán           | Eber Wilson Solís        | Nuestra Bandera                        | 5.655                         | 2,48    |       |
| Gildo Insfrán           | Eber Wilson Solís        | Acción y Crecimiento                   | 5.508                         | 2,41    |       |
| Gildo Insfrán           | Eber Wilson Solís        | Formosa 2020                           | 5.434                         | 2,38    |       |
| Gildo Insfrán           | Eber Wilson Solís        | Laburo por mi Barrio                   | 4.163                         | 1,82    |       |
| Gildo Insfrán           | Eber Wilson Solís        | Consenso Federal                       | 4.117                         | 1,80    |       |
| Gildo Insfrán           | Eber Wilson Solís        | Agrupación Vamos Juntos Compañeros     | 4.063                         | 1,78    |       |
| Gildo Insfrán           | Eber Wilson Solís        | Formosa Unida                          | 3.701                         | 1,62    |       |
| Gildo Insfrán           | Eber Wilson Solís        | Desarrollo en Acción                   | 2.918                         | 1,28    |       |
| Gildo Insfrán           | Eber Wilson Solís        | Techos Azules                          | 2.894                         | 1,27    |       |
| Gildo Insfrán           | Eber Wilson Solís        | N.E.S.T.O.R. V.I.V.E.                  | 2.879                         | 1,26    |       |
| Gildo Insfrán           | Eber Wilson Solís        | Partido de la Concertación FORJA       | 2.694                         | 1,18    |       |
| Gildo Insfrán           | Eber Wilson Solís        | Agrupación Solidaridad                 | 2.626                         | 1,15    |       |
| Gildo Insfrán           | Eber Wilson Solís        | Entre Todos Unidos                     | 2.451                         | 1,07    |       |
| Gildo Insfrán           | Eber Wilson Solís        | Unidad y Compromiso 2019               | 2.329                         | 1,02    |       |
| Gildo Insfrán           | Eber Wilson Solís        | Juntos Podemos                         | 2.203                         | 0,97    |       |
| Gildo Insfrán           | Eber Wilson Solís        | Formosa tu Ciudad                      | 2.059                         | 0,90    |       |
| Gildo Insfrán           | Eber Wilson Solís        | Lealtad Peronista                      | 1.959                         | 0,86    |       |
| Gildo Insfrán           | Eber Wilson Solís        | Peronistas por Perón                   | 1.912                         | 0,84    |       |
| Gildo Insfrán           | Eber Wilson Solís        | Sigamos Juntos                         | 1.774                         | 0,78    |       |
| Gildo Insfrán           | Eber Wilson Solís        | Kolina Formosa                         | 1.749                         | 0,77    |       |
| Gildo Insfrán           | Eber Wilson Solís        | Juventud Unida para el Cambio          | 1.662                         | 0,73    |       |
| Gildo Insfrán           | Eber Wilson Solís        | Joven Renovación                       | 1.652                         | 0,72    |       |
| Gildo Insfrán           | Eber Wilson Solís        | Jóvenes de Formosa                     | 1.629                         | 0,71    |       |
| Gildo Insfrán           | Eber Wilson Solís        | Valores Formoseños                     | 1.446                         | 0,63    |       |
| Gildo Insfrán           | Eber Wilson Solís        | Compromiso K                           | 1.407                         | 0,62    |       |
| Gildo Insfrán           | Eber Wilson Solís        | Fuerza Militante                       | 1.364                         | 0,60    |       |
| Gildo Insfrán           | Eber Wilson Solís        | Unidad de Acción Popular               | 1.273                         | 0,56    |       |
| Gildo Insfrán           | Eber Wilson Solís        | Unidad Formoseña                       | 1.254                         | 0,55    |       |
| Gildo Insfrán           | Eber Wilson Solís        | V.E.C.I.N.O.S.                         | 1.200                         | 0,53    |       |
| Gildo Insfrán           | Eber Wilson Solís        | Tres Banderas                          | 1.102                         | 0,48    |       |
| Gildo Insfrán           | Eber Wilson Solís        | Partido Auténtico Formoseño            | 1.072                         | 0,47    |       |
| Gildo Insfrán           | Eber Wilson Solís        | Partido Popular                        | 1.045                         | 0,46    |       |
| Gildo Insfrán           | Eber Wilson Solís        | Partido de Acción Nativa               | 1.019                         | 0,45    |       |
| Gildo Insfrán           | Eber Wilson Solís        | Unidos por la Fe                       | 816                           | 0,36    |       |
| Gildo Insfrán           | Eber Wilson Solís        | Partido Intransigente                  | 682                           | 0,30    |       |
| Gildo Insfrán           | Eber Wilson Solís        | U.N.A.C.E.                             | 612                           | 0,27    |       |
| Gildo Insfrán           | Eber Wilson Solís        | Partido Demócrata Progresista          | 607                           | 0,27    |       |
| Gildo Insfrán           | Eber Wilson Solís        | Moves                                  | 604                           | 0,26    |       |
| Gildo Insfrán           | Eber Wilson Solís        | Partido Frente para Todos              | 528                           | 0,23    |       |
| Gildo Insfrán           | Eber Wilson Solís        | Para pel Hombre Nuevo                  | 486                           | 0,21    |       |
| Gildo Insfrán           | Eber Wilson Solís        | Movimiento de Acción Vecinal           | 443                           | 0,19    |       |
| Gildo Insfrán           | Eber Wilson Solís        | Movimiento de Recuperación Popular     | 419                           | 0,18    |       |
| Gildo Insfrán           | Eber Wilson Solís        | Partido Autonomista                    | 318                           | 0,14    |       |
| Gildo Insfrán           | Eber Wilson Solís        | Autonomía y Desarrollo                 | 215                           | 0,09    |       |
| Gildo Insfrán           | Eber Wilson Solís        | Total Partido Justicialista            | Total Partido Justicialista   | 228.132 | 70,64 |
| Adrián Floro Bogado     | Iván Nicolás Kaluk       |                                        | Elegí Cambiar                 | 11.502  | 12,32 |
| Adrián Floro Bogado     | Iván Nicolás Kaluk       | Nuevo País                             | 9.074                         | 9,72    |       |
| Adrián Floro Bogado     | Iván Nicolás Kaluk       | Vamos Juntos                           | 6.740                         | 7,22    |       |
| Adrián Floro Bogado     | Iván Nicolás Kaluk       | Cerca de la Gente                      | 6.188                         | 6,63    |       |
| Adrián Floro Bogado     | Iván Nicolás Kaluk       | Es hora de Hacer                       | 5.727                         | 6,14    |       |
| Adrián Floro Bogado     | Iván Nicolás Kaluk       | Movimiento de Integración y Desarrollo | 5.577                         | 5,97    |       |
| Adrián Floro Bogado     | Iván Nicolás Kaluk       | PRO para el Cambio                     | 5.400                         | 5,78    |       |
| Adrián Floro Bogado     | Iván Nicolás Kaluk       | Vota lo Nuevo                          | 4.784                         | 5,13    |       |
| Adrián Floro Bogado     | Iván Nicolás Kaluk       | Todos Somos Formosa                    | 4.537                         | 4,86    |       |
| Adrián Floro Bogado     | Iván Nicolás Kaluk       | Animate                                | 4.070                         | 4,36    |       |
| Adrián Floro Bogado     | Iván Nicolás Kaluk       | Acuerdo Social                         | 4.041                         | 4,33    |       |
| Adrián Floro Bogado     | Iván Nicolás Kaluk       | Entre Todos                            | 3.996                         | 4,28    |       |
| Adrián Floro Bogado     | Iván Nicolás Kaluk       | Formosa Te Quiero Libre U.P.           | 3.986                         | 4,27    |       |
| Adrián Floro Bogado     | Iván Nicolás Kaluk       | Alianza Nuevo Frente                   | 3.570                         | 3,82    |       |
| Adrián Floro Bogado     | Iván Nicolás Kaluk       | Por el Triunfo Social                  | 3.297                         | 3,53    |       |
| Adrián Floro Bogado     | Iván Nicolás Kaluk       | Frente Renovador                       | 3.237                         | 3,47    |       |
| Adrián Floro Bogado     | Iván Nicolás Kaluk       | Formosa Cambia                         | 2.834                         | 3,04    |       |
| Adrián Floro Bogado     | Iván Nicolás Kaluk       | Juntos Cambiemos                       | 2.589                         | 2,77    |       |
| Adrián Floro Bogado     | Iván Nicolás Kaluk       | Militancia Radical                     | 2.196                         | 2,35    |       |
| Adrián Floro Bogado     | Iván Nicolás Kaluk       | Total Frente Amplio Formoseño          | Total Frente Amplio Formoseño | 93.345  | 28,90 |
| Natalia Soledad Coronel | Cristian David Villasboa |                                        | Partido Obrero                | 1.480   | 0,46  |
| Votos afirmativos       | Votos afirmativos        | Votos afirmativos                      | Votos afirmativos             | 322.957 | 94,68 |
| Votos en blanco         | Votos en blanco          | Votos en blanco                        | Votos en blanco               | 15.347  | 4,50  |
| Votos nulos             | Votos nulos              | Votos nulos                            | Votos nulos                   | 2.786   | 0,82  |
| Participación           | Participación            | Participación                          | Participación                 | 341.090 | 75,44 |
| Electores registrados   | Electores registrados    | Electores registrados                  | Electores registrados         | 452.158 | 100   |
| Fuentes:                |                          |                                        |                               |         |       |

### Cámara de Diputados
| ← 2017 · Cámara de Diputados · 2021 →  | ← 2017 · Cámara de Diputados · 2021 → | ← 2017 · Cámara de Diputados · 2021 → | ← 2017 · Cámara de Diputados · 2021 → | ← 2017 · Cámara de Diputados · 2021 → | ← 2017 · Cámara de Diputados · 2021 → | ← 2017 · Cámara de Diputados · 2021 → | ← 2017 · Cámara de Diputados · 2021 → | ← 2017 · Cámara de Diputados · 2021 → |
| Lema                                   | Lema                                  | Sublema                               | Primer Candidato | Sublema                               | Sublema                               | Lema                                  | Lema                                  | Lema                                  |
| Lema                                   | Lema                                  | Sublema                               | Primer Candidato | Votos                                 | %                                     | Votos                                 | %                                     | Bancas                                |
| -------------------------------------- | ------------------------------------- | ------------------------------------- | --- | ------------------------------------- | ------------------------------------- | ------------------------------------- | ------------------------------------- | ------------------------------------- |
|                                        | Partido Justicialista                 | Frente de la Victoria                 | Electos: - Armando Felipe Cabrera - Inés Beatriz Lotto - Carlos Hugo Insfrán - Otilia Brítez - Roberto Vizcaíno - Eleuteria Roa - Jorge Luis Zarza - Yanina Insfrán - Luis Eduardo López Guaymás - Irma Emilia Zaragoza - Sinforiano López | 50.466                                | 22,62                                 | 223.123                               | 72,27                                 | 11/15                                 |
| 17 de Octubre                          | Partido Justicialista                 | 19.160                                | Electos: - Armando Felipe Cabrera - Inés Beatriz Lotto - Carlos Hugo Insfrán - Otilia Brítez - Roberto Vizcaíno - Eleuteria Roa - Jorge Luis Zarza - Yanina Insfrán - Luis Eduardo López Guaymás - Irma Emilia Zaragoza - Sinforiano López | 8,59                                  |                                       | 223.123                               | 72,27                                 | 11/15                                 |
| Valores Ciudadanos                     | Partido Justicialista                 | 9.900                                 | Electos: - Armando Felipe Cabrera - Inés Beatriz Lotto - Carlos Hugo Insfrán - Otilia Brítez - Roberto Vizcaíno - Eleuteria Roa - Jorge Luis Zarza - Yanina Insfrán - Luis Eduardo López Guaymás - Irma Emilia Zaragoza - Sinforiano López | 4,44                                  |                                       | 223.123                               | 72,27                                 | 11/15                                 |
| Formosa para Todos                     | Partido Justicialista                 | 9.644                                 | Electos: - Armando Felipe Cabrera - Inés Beatriz Lotto - Carlos Hugo Insfrán - Otilia Brítez - Roberto Vizcaíno - Eleuteria Roa - Jorge Luis Zarza - Yanina Insfrán - Luis Eduardo López Guaymás - Irma Emilia Zaragoza - Sinforiano López | 4,32                                  |                                       | 223.123                               | 72,27                                 | 11/15                                 |
| Movimiento Evita                       | Partido Justicialista                 | 9.266                                 | Electos: - Armando Felipe Cabrera - Inés Beatriz Lotto - Carlos Hugo Insfrán - Otilia Brítez - Roberto Vizcaíno - Eleuteria Roa - Jorge Luis Zarza - Yanina Insfrán - Luis Eduardo López Guaymás - Irma Emilia Zaragoza - Sinforiano López | 4,15                                  |                                       | 223.123                               | 72,27                                 | 11/15                                 |
| Unidos Venceremos                      | Partido Justicialista                 | 9.257                                 | Electos: - Armando Felipe Cabrera - Inés Beatriz Lotto - Carlos Hugo Insfrán - Otilia Brítez - Roberto Vizcaíno - Eleuteria Roa - Jorge Luis Zarza - Yanina Insfrán - Luis Eduardo López Guaymás - Irma Emilia Zaragoza - Sinforiano López | 4,15                                  |                                       | 223.123                               | 72,27                                 | 11/15                                 |
| Causa Provincial                       | Partido Justicialista                 | 7.436                                 | Electos: - Armando Felipe Cabrera - Inés Beatriz Lotto - Carlos Hugo Insfrán - Otilia Brítez - Roberto Vizcaíno - Eleuteria Roa - Jorge Luis Zarza - Yanina Insfrán - Luis Eduardo López Guaymás - Irma Emilia Zaragoza - Sinforiano López | 3,33                                  |                                       | 223.123                               | 72,27                                 | 11/15                                 |
| Aires de Progreso                      | Partido Justicialista                 | 6.443                                 | Electos: - Armando Felipe Cabrera - Inés Beatriz Lotto - Carlos Hugo Insfrán - Otilia Brítez - Roberto Vizcaíno - Eleuteria Roa - Jorge Luis Zarza - Yanina Insfrán - Luis Eduardo López Guaymás - Irma Emilia Zaragoza - Sinforiano López | 2,89                                  |                                       | 223.123                               | 72,27                                 | 11/15                                 |
| Compromiso Formoseño                   | Partido Justicialista                 | 6.422                                 | Electos: - Armando Felipe Cabrera - Inés Beatriz Lotto - Carlos Hugo Insfrán - Otilia Brítez - Roberto Vizcaíno - Eleuteria Roa - Jorge Luis Zarza - Yanina Insfrán - Luis Eduardo López Guaymás - Irma Emilia Zaragoza - Sinforiano López | 2,88                                  |                                       | 223.123                               | 72,27                                 | 11/15                                 |
| G.I.L.D.O. 2019                        | Partido Justicialista                 | 5.942                                 | Electos: - Armando Felipe Cabrera - Inés Beatriz Lotto - Carlos Hugo Insfrán - Otilia Brítez - Roberto Vizcaíno - Eleuteria Roa - Jorge Luis Zarza - Yanina Insfrán - Luis Eduardo López Guaymás - Irma Emilia Zaragoza - Sinforiano López | 2,66                                  |                                       | 223.123                               | 72,27                                 | 11/15                                 |
| Primero Formosa                        | Partido Justicialista                 | 5.873                                 | Electos: - Armando Felipe Cabrera - Inés Beatriz Lotto - Carlos Hugo Insfrán - Otilia Brítez - Roberto Vizcaíno - Eleuteria Roa - Jorge Luis Zarza - Yanina Insfrán - Luis Eduardo López Guaymás - Irma Emilia Zaragoza - Sinforiano López | 2,63                                  |                                       | 223.123                               | 72,27                                 | 11/15                                 |
| Nuestra Bandera                        | Partido Justicialista                 | 5.623                                 | Electos: - Armando Felipe Cabrera - Inés Beatriz Lotto - Carlos Hugo Insfrán - Otilia Brítez - Roberto Vizcaíno - Eleuteria Roa - Jorge Luis Zarza - Yanina Insfrán - Luis Eduardo López Guaymás - Irma Emilia Zaragoza - Sinforiano López | 2,52                                  |                                       | 223.123                               | 72,27                                 | 11/15                                 |
| Acción y Crecimiento                   | Partido Justicialista                 | 5.343                                 | Electos: - Armando Felipe Cabrera - Inés Beatriz Lotto - Carlos Hugo Insfrán - Otilia Brítez - Roberto Vizcaíno - Eleuteria Roa - Jorge Luis Zarza - Yanina Insfrán - Luis Eduardo López Guaymás - Irma Emilia Zaragoza - Sinforiano López | 2,39                                  |                                       | 223.123                               | 72,27                                 | 11/15                                 |
| Formosa 2020                           | Partido Justicialista                 | 5.339                                 | Electos: - Armando Felipe Cabrera - Inés Beatriz Lotto - Carlos Hugo Insfrán - Otilia Brítez - Roberto Vizcaíno - Eleuteria Roa - Jorge Luis Zarza - Yanina Insfrán - Luis Eduardo López Guaymás - Irma Emilia Zaragoza - Sinforiano López | 2,39                                  |                                       | 223.123                               | 72,27                                 | 11/15                                 |
| Laburo por mi Barrio                   | Partido Justicialista                 | 4.048                                 | Electos: - Armando Felipe Cabrera - Inés Beatriz Lotto - Carlos Hugo Insfrán - Otilia Brítez - Roberto Vizcaíno - Eleuteria Roa - Jorge Luis Zarza - Yanina Insfrán - Luis Eduardo López Guaymás - Irma Emilia Zaragoza - Sinforiano López | 1,81                                  |                                       | 223.123                               | 72,27                                 | 11/15                                 |
| Agrupación Vamos Juntos Compañeros     | Partido Justicialista                 | 4.015                                 | Electos: - Armando Felipe Cabrera - Inés Beatriz Lotto - Carlos Hugo Insfrán - Otilia Brítez - Roberto Vizcaíno - Eleuteria Roa - Jorge Luis Zarza - Yanina Insfrán - Luis Eduardo López Guaymás - Irma Emilia Zaragoza - Sinforiano López | 1,80                                  |                                       | 223.123                               | 72,27                                 | 11/15                                 |
| Consenso Federal                       | Partido Justicialista                 | 3.934                                 | Electos: - Armando Felipe Cabrera - Inés Beatriz Lotto - Carlos Hugo Insfrán - Otilia Brítez - Roberto Vizcaíno - Eleuteria Roa - Jorge Luis Zarza - Yanina Insfrán - Luis Eduardo López Guaymás - Irma Emilia Zaragoza - Sinforiano López | 1,76                                  |                                       | 223.123                               | 72,27                                 | 11/15                                 |
| Formosa Unida                          | Partido Justicialista                 | 3.627                                 | Electos: - Armando Felipe Cabrera - Inés Beatriz Lotto - Carlos Hugo Insfrán - Otilia Brítez - Roberto Vizcaíno - Eleuteria Roa - Jorge Luis Zarza - Yanina Insfrán - Luis Eduardo López Guaymás - Irma Emilia Zaragoza - Sinforiano López | 1,63                                  |                                       | 223.123                               | 72,27                                 | 11/15                                 |
| Desarrollo en Acción                   | Partido Justicialista                 | 2.883                                 | Electos: - Armando Felipe Cabrera - Inés Beatriz Lotto - Carlos Hugo Insfrán - Otilia Brítez - Roberto Vizcaíno - Eleuteria Roa - Jorge Luis Zarza - Yanina Insfrán - Luis Eduardo López Guaymás - Irma Emilia Zaragoza - Sinforiano López | 1,29                                  |                                       | 223.123                               | 72,27                                 | 11/15                                 |
| N.E.S.T.O.R. V.I.V.E.                  | Partido Justicialista                 | 2.810                                 | Electos: - Armando Felipe Cabrera - Inés Beatriz Lotto - Carlos Hugo Insfrán - Otilia Brítez - Roberto Vizcaíno - Eleuteria Roa - Jorge Luis Zarza - Yanina Insfrán - Luis Eduardo López Guaymás - Irma Emilia Zaragoza - Sinforiano López | 1,26                                  |                                       | 223.123                               | 72,27                                 | 11/15                                 |
| Techos Azules                          | Partido Justicialista                 | 2.788                                 | Electos: - Armando Felipe Cabrera - Inés Beatriz Lotto - Carlos Hugo Insfrán - Otilia Brítez - Roberto Vizcaíno - Eleuteria Roa - Jorge Luis Zarza - Yanina Insfrán - Luis Eduardo López Guaymás - Irma Emilia Zaragoza - Sinforiano López | 1,25                                  |                                       | 223.123                               | 72,27                                 | 11/15                                 |
| Agrupación Solidaridad                 | Partido Justicialista                 | 2.544                                 | Electos: - Armando Felipe Cabrera - Inés Beatriz Lotto - Carlos Hugo Insfrán - Otilia Brítez - Roberto Vizcaíno - Eleuteria Roa - Jorge Luis Zarza - Yanina Insfrán - Luis Eduardo López Guaymás - Irma Emilia Zaragoza - Sinforiano López | 1,14                                  |                                       | 223.123                               | 72,27                                 | 11/15                                 |
| Partido de la Concertación FORJA       | Partido Justicialista                 | 2.482                                 | Electos: - Armando Felipe Cabrera - Inés Beatriz Lotto - Carlos Hugo Insfrán - Otilia Brítez - Roberto Vizcaíno - Eleuteria Roa - Jorge Luis Zarza - Yanina Insfrán - Luis Eduardo López Guaymás - Irma Emilia Zaragoza - Sinforiano López | 1,11                                  |                                       | 223.123                               | 72,27                                 | 11/15                                 |
| Unidad y Compromiso 2019               | Partido Justicialista                 | 2.281                                 | Electos: - Armando Felipe Cabrera - Inés Beatriz Lotto - Carlos Hugo Insfrán - Otilia Brítez - Roberto Vizcaíno - Eleuteria Roa - Jorge Luis Zarza - Yanina Insfrán - Luis Eduardo López Guaymás - Irma Emilia Zaragoza - Sinforiano López | 1,02                                  |                                       | 223.123                               | 72,27                                 | 11/15                                 |
| Entre Todos Unidos                     | Partido Justicialista                 | 2.279                                 | Electos: - Armando Felipe Cabrera - Inés Beatriz Lotto - Carlos Hugo Insfrán - Otilia Brítez - Roberto Vizcaíno - Eleuteria Roa - Jorge Luis Zarza - Yanina Insfrán - Luis Eduardo López Guaymás - Irma Emilia Zaragoza - Sinforiano López | 1,02                                  |                                       | 223.123                               | 72,27                                 | 11/15                                 |
| Juntos Podemos                         | Partido Justicialista                 | 2.107                                 | Electos: - Armando Felipe Cabrera - Inés Beatriz Lotto - Carlos Hugo Insfrán - Otilia Brítez - Roberto Vizcaíno - Eleuteria Roa - Jorge Luis Zarza - Yanina Insfrán - Luis Eduardo López Guaymás - Irma Emilia Zaragoza - Sinforiano López | 0,94                                  |                                       | 223.123                               | 72,27                                 | 11/15                                 |
| Formosa tu Ciudad                      | Partido Justicialista                 | 1.998                                 | Electos: - Armando Felipe Cabrera - Inés Beatriz Lotto - Carlos Hugo Insfrán - Otilia Brítez - Roberto Vizcaíno - Eleuteria Roa - Jorge Luis Zarza - Yanina Insfrán - Luis Eduardo López Guaymás - Irma Emilia Zaragoza - Sinforiano López | 0,90                                  |                                       | 223.123                               | 72,27                                 | 11/15                                 |
| Lealtad Peronista                      | Partido Justicialista                 | 1.937                                 | Electos: - Armando Felipe Cabrera - Inés Beatriz Lotto - Carlos Hugo Insfrán - Otilia Brítez - Roberto Vizcaíno - Eleuteria Roa - Jorge Luis Zarza - Yanina Insfrán - Luis Eduardo López Guaymás - Irma Emilia Zaragoza - Sinforiano López | 0,87                                  |                                       | 223.123                               | 72,27                                 | 11/15                                 |
| Peronistas por Perón                   | Partido Justicialista                 | 1.846                                 | Electos: - Armando Felipe Cabrera - Inés Beatriz Lotto - Carlos Hugo Insfrán - Otilia Brítez - Roberto Vizcaíno - Eleuteria Roa - Jorge Luis Zarza - Yanina Insfrán - Luis Eduardo López Guaymás - Irma Emilia Zaragoza - Sinforiano López | 0,83                                  |                                       | 223.123                               | 72,27                                 | 11/15                                 |
| Sigamos Juntos                         | Partido Justicialista                 | 1.697                                 | Electos: - Armando Felipe Cabrera - Inés Beatriz Lotto - Carlos Hugo Insfrán - Otilia Brítez - Roberto Vizcaíno - Eleuteria Roa - Jorge Luis Zarza - Yanina Insfrán - Luis Eduardo López Guaymás - Irma Emilia Zaragoza - Sinforiano López | 0,76                                  |                                       | 223.123                               | 72,27                                 | 11/15                                 |
| Kolina Formosa                         | Partido Justicialista                 | 1.660                                 | Electos: - Armando Felipe Cabrera - Inés Beatriz Lotto - Carlos Hugo Insfrán - Otilia Brítez - Roberto Vizcaíno - Eleuteria Roa - Jorge Luis Zarza - Yanina Insfrán - Luis Eduardo López Guaymás - Irma Emilia Zaragoza - Sinforiano López | 0,74                                  |                                       | 223.123                               | 72,27                                 | 11/15                                 |
| Juventud Unida para el Cambio          | Partido Justicialista                 | 1.637                                 | Electos: - Armando Felipe Cabrera - Inés Beatriz Lotto - Carlos Hugo Insfrán - Otilia Brítez - Roberto Vizcaíno - Eleuteria Roa - Jorge Luis Zarza - Yanina Insfrán - Luis Eduardo López Guaymás - Irma Emilia Zaragoza - Sinforiano López | 0,73                                  |                                       | 223.123                               | 72,27                                 | 11/15                                 |
| Joven Renovación                       | Partido Justicialista                 | 1.596                                 | Electos: - Armando Felipe Cabrera - Inés Beatriz Lotto - Carlos Hugo Insfrán - Otilia Brítez - Roberto Vizcaíno - Eleuteria Roa - Jorge Luis Zarza - Yanina Insfrán - Luis Eduardo López Guaymás - Irma Emilia Zaragoza - Sinforiano López | 0,72                                  |                                       | 223.123                               | 72,27                                 | 11/15                                 |
| Jóvenes de Formosa                     | Partido Justicialista                 | 1.586                                 | Electos: - Armando Felipe Cabrera - Inés Beatriz Lotto - Carlos Hugo Insfrán - Otilia Brítez - Roberto Vizcaíno - Eleuteria Roa - Jorge Luis Zarza - Yanina Insfrán - Luis Eduardo López Guaymás - Irma Emilia Zaragoza - Sinforiano López | 0,71                                  |                                       | 223.123                               | 72,27                                 | 11/15                                 |
| Valores Formoseños                     | Partido Justicialista                 | 1.379                                 | Electos: - Armando Felipe Cabrera - Inés Beatriz Lotto - Carlos Hugo Insfrán - Otilia Brítez - Roberto Vizcaíno - Eleuteria Roa - Jorge Luis Zarza - Yanina Insfrán - Luis Eduardo López Guaymás - Irma Emilia Zaragoza - Sinforiano López | 0,62                                  |                                       | 223.123                               | 72,27                                 | 11/15                                 |
| Compromiso K                           | Partido Justicialista                 | 1.359                                 | Electos: - Armando Felipe Cabrera - Inés Beatriz Lotto - Carlos Hugo Insfrán - Otilia Brítez - Roberto Vizcaíno - Eleuteria Roa - Jorge Luis Zarza - Yanina Insfrán - Luis Eduardo López Guaymás - Irma Emilia Zaragoza - Sinforiano López | 0,61                                  |                                       | 223.123                               | 72,27                                 | 11/15                                 |
| Fuerza Militante                       | Partido Justicialista                 | 1.339                                 | Electos: - Armando Felipe Cabrera - Inés Beatriz Lotto - Carlos Hugo Insfrán - Otilia Brítez - Roberto Vizcaíno - Eleuteria Roa - Jorge Luis Zarza - Yanina Insfrán - Luis Eduardo López Guaymás - Irma Emilia Zaragoza - Sinforiano López | 0,60                                  |                                       | 223.123                               | 72,27                                 | 11/15                                 |
| Unidad de Acción Popular               | Partido Justicialista                 | 1.218                                 | Electos: - Armando Felipe Cabrera - Inés Beatriz Lotto - Carlos Hugo Insfrán - Otilia Brítez - Roberto Vizcaíno - Eleuteria Roa - Jorge Luis Zarza - Yanina Insfrán - Luis Eduardo López Guaymás - Irma Emilia Zaragoza - Sinforiano López | 0,55                                  |                                       | 223.123                               | 72,27                                 | 11/15                                 |
| Unidad Formoseña                       | Partido Justicialista                 | 1.210                                 | Electos: - Armando Felipe Cabrera - Inés Beatriz Lotto - Carlos Hugo Insfrán - Otilia Brítez - Roberto Vizcaíno - Eleuteria Roa - Jorge Luis Zarza - Yanina Insfrán - Luis Eduardo López Guaymás - Irma Emilia Zaragoza - Sinforiano López | 0,54                                  |                                       | 223.123                               | 72,27                                 | 11/15                                 |
| V.E.C.I.N.O.S.                         | Partido Justicialista                 | 1.183                                 | Electos: - Armando Felipe Cabrera - Inés Beatriz Lotto - Carlos Hugo Insfrán - Otilia Brítez - Roberto Vizcaíno - Eleuteria Roa - Jorge Luis Zarza - Yanina Insfrán - Luis Eduardo López Guaymás - Irma Emilia Zaragoza - Sinforiano López | 0,53                                  |                                       | 223.123                               | 72,27                                 | 11/15                                 |
| Tres Banderas                          | Partido Justicialista                 | 1.080                                 | Electos: - Armando Felipe Cabrera - Inés Beatriz Lotto - Carlos Hugo Insfrán - Otilia Brítez - Roberto Vizcaíno - Eleuteria Roa - Jorge Luis Zarza - Yanina Insfrán - Luis Eduardo López Guaymás - Irma Emilia Zaragoza - Sinforiano López | 0,48                                  |                                       | 223.123                               | 72,27                                 | 11/15                                 |
| Partido Auténtico Formoseño            | Partido Justicialista                 | 1.030                                 | Electos: - Armando Felipe Cabrera - Inés Beatriz Lotto - Carlos Hugo Insfrán - Otilia Brítez - Roberto Vizcaíno - Eleuteria Roa - Jorge Luis Zarza - Yanina Insfrán - Luis Eduardo López Guaymás - Irma Emilia Zaragoza - Sinforiano López | 0,46                                  |                                       | 223.123                               | 72,27                                 | 11/15                                 |
| Partido Popular                        | Partido Justicialista                 | 986                                   | Electos: - Armando Felipe Cabrera - Inés Beatriz Lotto - Carlos Hugo Insfrán - Otilia Brítez - Roberto Vizcaíno - Eleuteria Roa - Jorge Luis Zarza - Yanina Insfrán - Luis Eduardo López Guaymás - Irma Emilia Zaragoza - Sinforiano López | 0,44                                  |                                       | 223.123                               | 72,27                                 | 11/15                                 |
| Partido de Acción Nativa               | Partido Justicialista                 | 984                                   | Electos: - Armando Felipe Cabrera - Inés Beatriz Lotto - Carlos Hugo Insfrán - Otilia Brítez - Roberto Vizcaíno - Eleuteria Roa - Jorge Luis Zarza - Yanina Insfrán - Luis Eduardo López Guaymás - Irma Emilia Zaragoza - Sinforiano López | 0,44                                  |                                       | 223.123                               | 72,27                                 | 11/15                                 |
| Unidos por la Fe                       | Partido Justicialista                 | 778                                   | Electos: - Armando Felipe Cabrera - Inés Beatriz Lotto - Carlos Hugo Insfrán - Otilia Brítez - Roberto Vizcaíno - Eleuteria Roa - Jorge Luis Zarza - Yanina Insfrán - Luis Eduardo López Guaymás - Irma Emilia Zaragoza - Sinforiano López | 0,35                                  |                                       | 223.123                               | 72,27                                 | 11/15                                 |
| Partido Intransigente                  | Partido Justicialista                 | 651                                   | Electos: - Armando Felipe Cabrera - Inés Beatriz Lotto - Carlos Hugo Insfrán - Otilia Brítez - Roberto Vizcaíno - Eleuteria Roa - Jorge Luis Zarza - Yanina Insfrán - Luis Eduardo López Guaymás - Irma Emilia Zaragoza - Sinforiano López | 0,29                                  |                                       | 223.123                               | 72,27                                 | 11/15                                 |
| Partido Demócrata Progresista          | Partido Justicialista                 | 591                                   | Electos: - Armando Felipe Cabrera - Inés Beatriz Lotto - Carlos Hugo Insfrán - Otilia Brítez - Roberto Vizcaíno - Eleuteria Roa - Jorge Luis Zarza - Yanina Insfrán - Luis Eduardo López Guaymás - Irma Emilia Zaragoza - Sinforiano López | 0,26                                  |                                       | 223.123                               | 72,27                                 | 11/15                                 |
| U.N.A.C.E.                             | Partido Justicialista                 | 586                                   | Electos: - Armando Felipe Cabrera - Inés Beatriz Lotto - Carlos Hugo Insfrán - Otilia Brítez - Roberto Vizcaíno - Eleuteria Roa - Jorge Luis Zarza - Yanina Insfrán - Luis Eduardo López Guaymás - Irma Emilia Zaragoza - Sinforiano López | 0,26                                  |                                       | 223.123                               | 72,27                                 | 11/15                                 |
| Moves                                  | Partido Justicialista                 | 577                                   | Electos: - Armando Felipe Cabrera - Inés Beatriz Lotto - Carlos Hugo Insfrán - Otilia Brítez - Roberto Vizcaíno - Eleuteria Roa - Jorge Luis Zarza - Yanina Insfrán - Luis Eduardo López Guaymás - Irma Emilia Zaragoza - Sinforiano López | 0,26                                  |                                       | 223.123                               | 72,27                                 | 11/15                                 |
| Partido Frente para Todos              | Partido Justicialista                 | 505                                   | Electos: - Armando Felipe Cabrera - Inés Beatriz Lotto - Carlos Hugo Insfrán - Otilia Brítez - Roberto Vizcaíno - Eleuteria Roa - Jorge Luis Zarza - Yanina Insfrán - Luis Eduardo López Guaymás - Irma Emilia Zaragoza - Sinforiano López | 0,23                                  |                                       | 223.123                               | 72,27                                 | 11/15                                 |
| Para El Hombre Nuevo                   | Partido Justicialista                 | 466                                   | Electos: - Armando Felipe Cabrera - Inés Beatriz Lotto - Carlos Hugo Insfrán - Otilia Brítez - Roberto Vizcaíno - Eleuteria Roa - Jorge Luis Zarza - Yanina Insfrán - Luis Eduardo López Guaymás - Irma Emilia Zaragoza - Sinforiano López | 0,21                                  |                                       | 223.123                               | 72,27                                 | 11/15                                 |
| Movimiento de Acción Vecinal           | Partido Justicialista                 | 421                                   | Electos: - Armando Felipe Cabrera - Inés Beatriz Lotto - Carlos Hugo Insfrán - Otilia Brítez - Roberto Vizcaíno - Eleuteria Roa - Jorge Luis Zarza - Yanina Insfrán - Luis Eduardo López Guaymás - Irma Emilia Zaragoza - Sinforiano López | 0,19                                  |                                       | 223.123                               | 72,27                                 | 11/15                                 |
| Movimiento de Recuperación Popular     | Partido Justicialista                 | 398                                   | Electos: - Armando Felipe Cabrera - Inés Beatriz Lotto - Carlos Hugo Insfrán - Otilia Brítez - Roberto Vizcaíno - Eleuteria Roa - Jorge Luis Zarza - Yanina Insfrán - Luis Eduardo López Guaymás - Irma Emilia Zaragoza - Sinforiano López | 0,18                                  |                                       | 223.123                               | 72,27                                 | 11/15                                 |
| Partido Autonomista                    | Partido Justicialista                 | 306                                   | Electos: - Armando Felipe Cabrera - Inés Beatriz Lotto - Carlos Hugo Insfrán - Otilia Brítez - Roberto Vizcaíno - Eleuteria Roa - Jorge Luis Zarza - Yanina Insfrán - Luis Eduardo López Guaymás - Irma Emilia Zaragoza - Sinforiano López | 0,14                                  |                                       | 223.123                               | 72,27                                 | 11/15                                 |
| Autonomía y Desarrollo                 | Partido Justicialista                 | 207                                   | Electos: - Armando Felipe Cabrera - Inés Beatriz Lotto - Carlos Hugo Insfrán - Otilia Brítez - Roberto Vizcaíno - Eleuteria Roa - Jorge Luis Zarza - Yanina Insfrán - Luis Eduardo López Guaymás - Irma Emilia Zaragoza - Sinforiano López | 0,09                                  |                                       | 223.123                               | 72,27                                 | 11/15                                 |
|                                        | Frente Amplio Formoseño               | Elegí Cambiar                         | Electos: - Osvaldo Omar Zárate - Miguela Patricia Argüello - Juan Carlos Amarilla - Noelia Ramona Luna | 10.637                                | 12,67                                 | 83.986                                | 27,20                                 | 4/15                                  |
| Vamos Juntos                           | Frente Amplio Formoseño               | 6.251                                 | Electos: - Osvaldo Omar Zárate - Miguela Patricia Argüello - Juan Carlos Amarilla - Noelia Ramona Luna | 7,44                                  |                                       | 83.986                                | 27,20                                 | 4/15                                  |
| Cerca de la Gente                      | Frente Amplio Formoseño               | 5.614                                 | Electos: - Osvaldo Omar Zárate - Miguela Patricia Argüello - Juan Carlos Amarilla - Noelia Ramona Luna | 6,68                                  |                                       | 83.986                                | 27,20                                 | 4/15                                  |
| Es Hora de Hacer                       | Frente Amplio Formoseño               | 5.188                                 | Electos: - Osvaldo Omar Zárate - Miguela Patricia Argüello - Juan Carlos Amarilla - Noelia Ramona Luna | 6,18                                  |                                       | 83.986                                | 27,20                                 | 4/15                                  |
| Movimiento de Integración y Desarrollo | Frente Amplio Formoseño               | 5.051                                 | Electos: - Osvaldo Omar Zárate - Miguela Patricia Argüello - Juan Carlos Amarilla - Noelia Ramona Luna | 6,01                                  |                                       | 83.986                                | 27,20                                 | 4/15                                  |
| PRO para el Cambio                     | Frente Amplio Formoseño               | 4.772                                 | Electos: - Osvaldo Omar Zárate - Miguela Patricia Argüello - Juan Carlos Amarilla - Noelia Ramona Luna | 5,68                                  |                                       | 83.986                                | 27,20                                 | 4/15                                  |
| Vota lo Nuevo                          | Frente Amplio Formoseño               | 4.219                                 | Electos: - Osvaldo Omar Zárate - Miguela Patricia Argüello - Juan Carlos Amarilla - Noelia Ramona Luna | 5,02                                  |                                       | 83.986                                | 27,20                                 | 4/15                                  |
| Todos Somos Formosa                    | Frente Amplio Formoseño               | 4.073                                 | Electos: - Osvaldo Omar Zárate - Miguela Patricia Argüello - Juan Carlos Amarilla - Noelia Ramona Luna | 4,85                                  |                                       | 83.986                                | 27,20                                 | 4/15                                  |
| Animate                                | Frente Amplio Formoseño               | 3.792                                 | Electos: - Osvaldo Omar Zárate - Miguela Patricia Argüello - Juan Carlos Amarilla - Noelia Ramona Luna | 4,52                                  |                                       | 83.986                                | 27,20                                 | 4/15                                  |
| Entre Todos                            | Frente Amplio Formoseño               | 3.683                                 | Electos: - Osvaldo Omar Zárate - Miguela Patricia Argüello - Juan Carlos Amarilla - Noelia Ramona Luna | 4,39                                  |                                       | 83.986                                | 27,20                                 | 4/15                                  |
| Acuerdo Social                         | Frente Amplio Formoseño               | 3.550                                 | Electos: - Osvaldo Omar Zárate - Miguela Patricia Argüello - Juan Carlos Amarilla - Noelia Ramona Luna | 4,23                                  |                                       | 83.986                                | 27,20                                 | 4/15                                  |
| Formosa te Quiero Libre U.P.           | Frente Amplio Formoseño               | 3.463                                 | Electos: - Osvaldo Omar Zárate - Miguela Patricia Argüello - Juan Carlos Amarilla - Noelia Ramona Luna | 4,12                                  |                                       | 83.986                                | 27,20                                 | 4/15                                  |
| Alianza Nuevo Frente                   | Frente Amplio Formoseño               | 3.183                                 | Electos: - Osvaldo Omar Zárate - Miguela Patricia Argüello - Juan Carlos Amarilla - Noelia Ramona Luna | 3,79                                  |                                       | 83.986                                | 27,20                                 | 4/15                                  |
| Por el Triunfo Social                  | Frente Amplio Formoseño               | 2.972                                 | Electos: - Osvaldo Omar Zárate - Miguela Patricia Argüello - Juan Carlos Amarilla - Noelia Ramona Luna | 3,54                                  |                                       | 83.986                                | 27,20                                 | 4/15                                  |
| Frente Renovador                       | Frente Amplio Formoseño               | 2.650                                 | Electos: - Osvaldo Omar Zárate - Miguela Patricia Argüello - Juan Carlos Amarilla - Noelia Ramona Luna | 3,16                                  |                                       | 83.986                                | 27,20                                 | 4/15                                  |
| Formosa Cambia                         | Frente Amplio Formoseño               | 2.556                                 | Electos: - Osvaldo Omar Zárate - Miguela Patricia Argüello - Juan Carlos Amarilla - Noelia Ramona Luna | 3,04                                  |                                       | 83.986                                | 27,20                                 | 4/15                                  |
| Juntos Cambiemos                       | Frente Amplio Formoseño               | 2.319                                 | Electos: - Osvaldo Omar Zárate - Miguela Patricia Argüello - Juan Carlos Amarilla - Noelia Ramona Luna | 2,76                                  |                                       | 83.986                                | 27,20                                 | 4/15                                  |
| Nuevo País                             | Frente Amplio Formoseño               | Jacinto López                         | 8.046 | 9,58                                  |                                       | 83.986                                | 27,20                                 | 4/15                                  |
| Militancia Radical                     | Frente Amplio Formoseño               | Orlando Rafael Ramírez                | 1.967 | 2,34                                  |                                       | 83.986                                | 27,20                                 | 4/15                                  |
|                                        | Partido Obrero                        | Partido Obrero                        | Carlos Fabián Servin | —                                     | —                                     | 1.634                                 | 0,53                                  |                                       |
| Votos afirmativos                      | Votos afirmativos                     | Votos afirmativos                     | Votos afirmativos | Votos afirmativos                     | Votos afirmativos                     | 308.743                               | 90,52                                 |                                       |
| Votos en blanco                        | Votos en blanco                       | Votos en blanco                       | Votos en blanco | Votos en blanco                       | Votos en blanco                       | 29.681                                | 8,70                                  |                                       |
| Votos nulos                            | Votos nulos                           | Votos nulos                           | Votos nulos | Votos nulos                           | Votos nulos                           | 2.666                                 | 0,78                                  |                                       |
| Participación                          | Participación                         | Participación                         | Participación | Participación                         | Participación                         | 341.090                               | 75,44                                 |                                       |
| Electores registrados                  | Electores registrados                 | Electores registrados                 | Electores registrados | Electores registrados                 | Electores registrados                 | 452.158                               | 100                                   |                                       |
| Fuentes:                               |                                       |                                       | |                                       |                                       |                                       |                                       |                                       |